# Aimé Duval
Pour les articles homonymes, voir Duval.
Aimé Lucien Duval, mieux connu sous le nom de Père Duval, né le 30 juin 1918 au Val-d'Ajol, dans les Vosges et mort le 30 avril 1984 à Metz (Moselle), est un prêtre jésuite français, auteur-compositeur-interprète et guitariste, qui eut beaucoup de succès dans les années 1950 et 1960.

## Biographie
Cinquième d'une famille paysanne de neuf enfants, Aimé Duval fréquente l'école du Hariol, hameau du Val d'Ajol, puis l'école Saint-Augustin de Plombières. C'est dans cette commune qu'il rencontre le père Lefoul auprès duquel il trouve sa vocation.

### Formation religieuse
En 1936, Aimé Duval entre au noviciat des Jésuites à Florennes (Belgique) où il effectue presque toute sa formation jusqu'à son ordination sacerdotale à Enghien (Belgique), le 24 juillet 1949.

### Carrière musicale
Doué d'une belle capacité d'expression lyrique, il agrémente ses sermons de chansons qu'il accompagne personnellement à la guitare. À partir de 1953, il se donne entièrement à la chanson, toujours en solo-guitariste. Il fait la connaissance de Georges Brassens, qui le surnomme amicalement « la calotte chantante » et fera un clin d'œil malicieux à cette rencontre dans Les Trompettes de la renommée :
Le ciel en soit loué, je vis en bonne entente 

Avec le père Duval, la calotte chantante 

Lui, le catéchumène et moi, l'énergumène 

Il me laisse dire « merde », je lui laisse dire « Amen » 
Il a été surnommé le « Brassens en soutane ».
Au cours de sa carrière, le père Duval donne plus de 3 000 concerts dans 44 pays. Il rassemble plus de 30 000 personnes au seul concert de Berlin en 1958. Il est apprécié pour son talent, sa gentillesse naturelle, sa grande simplicité et sa façon joyeuse d'annoncer l'Évangile, joie qu'il sait faire partager. Il est très attentif aux gens les plus humbles, aux misères et aux humiliations des autres.[réf. souhaitée]
Sur les grandes scènes nationales où il s'est produit, le palais de Chaillot (1961) et l'Olympia (1964), son directeur d'orchestre et arrangeur fut Mario Bua,. Musicien prolixe, Mario Bua (1921-2008) travailla pour Aimé Barelli ou encore Henri Salvador.

### Alcoolisme
Comme  beaucoup de vedettes de cinéma ou de la chanson, il est perpétuellement en voyage de ville en ville, et cette existence effrénée, ainsi que le manque de soutien et d'attention de ses supérieurs, lui sont néfastes. Il sombre dans un alcoolisme dont il a beaucoup de peine à se libérer. Il donne un témoignage de son calvaire, de sa résurrection et de l'aide qu'il apporte ensuite à d'autres alcooliques dans un livre autobiographique : L'Enfant qui jouait avec la lune : Chanteur, Jésuite, Alcoolique (éditions Salvator, 1983). En 2014, ce livre en était à sa neuvième édition.

### Mort
Aimé Duval meurt le 30 avril 1984 après un concert donné à Metz. Ses obsèques sont célébrés en la basilique Saint-Epvre de Nancy le 3 mai 1984. Il est enterré à Nancy, au cimetière de Préville.

## Postérité
Influencés par le succès musical rencontré par le jésuite Aimé Duval, d'autres religieux suivent un chemin proche : le père Cocagnac pour les Dominicains, le père Bernard pour les Franciscains, le frère Didier ou encore Sœur Sourire, et, parmi les protestants, le pasteur Jean-Louis Decker en Alsace.

## Chansons
Parmi ses chansons célèbres, figurent : 
- La Nuit
- Rue des Longues Haies
- À Bilbao
- Par la main
- J'ai joué de la flûte
- Il y avait beaucoup de monde
- Le Seigneur reviendra
- Seigneur, mon ami
- Pourquoi viens-tu si tard ?
- L'Espérance morte
- La P'tite Tête
- Comme un soldat
- Dans le ciel
- Le Vieux Jo
- Le ciel est rouge
- Marie-Thérèse